# تیم ملی فوتبال زیر ۲۳ سال قرقیزستان
تیم ملی فوتبال زیر ۲۳ سال قرقیزستان (به انگلیسی: Kyrgyzstan national under-23 football team) تیم فوتبال جوانان کشور قرقیزستان است و زیر نظر فدراسیون فوتبال قرقیزستان فعالیت می‌کند. این تیم نمایندهٔ قرقیزستان در بازی‌های المپیک و بازی‌های آسیایی است.